# Человек в железной маске (фильм, 1998)
«Человек в железной маске» (англ. The Man in the Iron Mask) — американский приключенческий фильм, снятый по мотивам произведений Александра Дюма (отца). Сюжет частично заимствован из романа «Виконт де Бражелон» и повествует об узнике Людовика XIV — «Железной маске».

## Сюжет
Главными героями фильма являются постаревшие три мушкетёра: Атос, Портос и Арамис, а также д’Артаньян.
Францией правит жестокий и эгоистичный король Людовик XIV, который занят не столько политикой, сколько развлечениями и соблазнением женщин. Арамис стал священнослужителем, Портос заправляет собственным борделем, д’Артаньян занимает пост капитана личной гвардии короля, а уже взрослый сын Атоса, Рауль, готовится стать мушкетёром и хочет предложить руку и сердце своей возлюбленной Кристине. Однако во время очередного празднества короля, куда приходят Рауль и Кристина, Людовик замечает Кристину и улучив момент, пытается очаровать её. Но та оказывается непреклонной из-за любви к Раулю. Тогда король решает избавиться от Рауля, поставив того в первые ряды войск в войне против Испании. Юноша погибает. Убитый горем Атос приезжает в резиденцию короля, намереваясь отомстить за смерть сына. Однако в казармах его останавливает д’Артаньян. Атос уходит, назвав д’Артаньяна предателем. Последней каплей терпения старых мушкетёров становится задание убить главу иезуитов. Людовик поручает это Арамису. Арамис же и есть глава иезуитского ордена. По инициативе Арамиса мушкетёры сговариваются освободить таинственного узника Бастилии — «Железную маску». На самом деле узник в железной маске — брат-близнец Людовика, Филипп. Все, кроме д’Артаньяна, согласны. Капитан королевской гвардии говорит старым друзьям, что не сможет предать короля. Мушкетёрам приходится действовать без д’Артаньяна. Переодевшись в священников, они проникают в Бастилию и хитростью забирают Филиппа из темницы. Несколько недель Атос тренирует и готовит Филиппа к роли короля.
Во время бала мушкетёрам удаётся связать Людовика, Филипп занимает его трон, но проницательный д’Артаньян замечает подмену по нехарактерному Людовику поведению Филиппа, освобождает захваченного короля и захватывает Филиппа. От Людовика д’Артаньян узнаёт, что Филипп — брат-близнец короля. После того, как Людовик вновь пленит Филиппа, д’Артаньян принимает решение встать на сторону Филиппа, поняв, что лишь у того сердце короля. Атос, Портос и Арамис, возвратившись в склеп, где они заключили договор о подмене короля, находят записку от д’Артаньяна, в которой говорится о том, что пленник находится в Бастилии. В это же время Кристина узнаёт, что Людовик намеренно поставил Рауля в передние ряды войск. Спустя некоторое время она, не выдержав тяжести своей вины и вины Людовика, совершает самоубийство, повесившись в окне дворца. После самоубийства Кристины д’Артаньян отправляется в Бастилию на помощь друзьям, однако предупреждённый король устраивает мушкетёрам и брату ловушку. При встрече д’Артаньян рассказывает Филиппу о том, что он является его отцом. Людовик лично ведёт в бой мушкетёров, чтобы уничтожить брата вместе с изменниками, но те, храбро вступив в бой с целым отрядом, вынуждают мушкетёров отступить. Взбешённый Людовик внезапно кидается на брата с ножом, но удар принимает д’Артаньян. Рана оказывается смертельной, но мушкетёр счастлив, что умер такой смертью. После смерти д’Артаньяна потрясённый командир Андре переходит на сторону Филиппа, мушкетёры надевают маску на Людовика и уводят в темницу.
Филипп становится королём Людовиком XIV. Подданные короля, за исключением очень узкого круга, так и не узнали о подмене короля. За время правления Людовика XIV Франция пережила «Золотой век», а король вошёл в историю как «Король-солнце». Ходили слухи, что Людовик впоследствии помиловал пленника в железной маске и он жил уединённо в деревне. Его навещала королева-мать.

## В ролях
- Леонардо Ди Каприо — Филипп / Людовик XIV
- Гэбриэл Бирн — д’Артаньян
- Джон Малкович — Атос
- Жерар Депардьё — Портос
- Джереми Айронс — Арамис
- Анн Парийо — королева Анна Австрийская
- Жюдит Годреш — Кристина Бэлфорт
- Эдвард Аттертон — лейтенант Андре
- Питер Сарсгаард — Рауль
- Хью Лори — Пьер, королевский советник
- Лора Фрейзер — фаворитка короля
- Джеймс Гэммон — Комендант
- Жан-Поль Бриссар — генерал Монк

## Саундтрек
Музыку к фильму написал английский композитор Ник Гленни-Смит. Она также известна благодаря тому, что звучала в 2002 году на зимних Олимпийских играх. Российский фигурист Алексей Ягудин получил золотую медаль в мужском одиночном катании, откатав произвольную программу на музыку «Человека в железной маске».
1. Surrounded (с англ. — «Окружены») — 3:50
2. Heart Of A King («Сердце короля») — 3:21
3. The Pig Chase («Загон свиней») — 3:30
4. The Ascension («Восхождение») — 0:57
5. King For A King («Король в обмен на короля») — 6:23
6. The Moon Beckons (Манящая луна) — 2:17
7. The Masked Ball («Бал-маскарад») — 1:30
8. A Taste Of Something («Привкус») — 4:00
9. Kissy Kissie («Милашка Кисси») — 2:10
10. Training To Be King («Обучение королевским манерам») — 1:42
11. The Rose («Роза») — 2:22
12. All Will Be Well («Все будут в порядке») — 1:07
13. All For One («Все за одного») — 4:42
14. Greatest Mystery Of Life («Величайшая загадка жизни») — 1:50
15. Raoul And Christine («Рауль и Кристина») — 1:50
16. It Is A Trap («Мы в ловушке») — 2:48
17. Angry Athos («Разгневанный Атос») — 1:57
18. Raoul’s Letter («Письмо Рауля») — 1:03
19. The Palace («Дворец») — 0:27
20. Raoul’s Death («Смерть Рауля») — 1:30
21. Queen Approaches («Приближение королевы») — 1:57

## Награды и номинации
- Номинация на Премию Международных музыкальных кинокритиков за лучший саундтрек[3]
- Номинация на Премию Европейской киноакадемии — Жерар Депардье[3]
- Премия «Золотая малина» за худший актёрский дуэт — Леонардо Ди Каприо и «брат-близнец»[3]